# Phyllodrepanium
Phyllodrepanium là một chi rêu trong họ Phyllodrepaniaceae.